# Осака
О̀сака (на японски 大阪市, по английската Система на Хепбърн Ōsaka-shi, Осака-ши) е главен административен център на японската префектура Осака и третият по-големина град в Япония, с население 2,7 милиона души. Градът е разположен на остров Хоншу, на устието на река Йодо.
Осака е историческата и търговската столица на Япония и все още е един от най-добре развитите индустриални центрове и пристанища в страната. Районът Осака-Кобе-Киото има население 17 510 000 души. С това градът се нарежда на второ място след Токио.

## Исторически факти
Град Осака е наречен първоначално Нанива (японски 難波) – име, което все още се използва за някои райони в централна Осака — Нанива и Намба. Император Котоку превръща града в своя столица и я нарича Нанива-но-мия (столицата на Нанива). 
Този район винаги е бил важна сухопътна и морска връзка между провинция Яамато (днешна префектура Нара), Корея и Китай.
През 1496 г. будисти от Школата на Чистата земя установяват своя лагер и построяват храм върху руините на императорския дворец Нанива. През 1570 г. Ода Нобунага обсажда храма и тази обсада продължава цели 10 години. В крайна сметка през 1580 г. монасите се предават, храмът е сринат със земята и на негово място Тойотоми Хидейоши построява свой собствен дворец — дворецът Осака.
През 1494 г. за първи път се споменава името Осака (на японски 大坂). По това време се произнася Озака.
Дълго време Осака е най-важният икономически център с население предимно от работническата класа.
Градът, познат днес, е проектиран през септември 1956 г.

## Устройство
Централна Осака е разделена на две основни части: Кита на запад и Минами на юг. Според статистика от 2005 г. населението на Осака наброява 2 640 097 души, като гъстотата е 11 894 души на км2, на обща площ от 22 130 км2.
Жителите на Осака говорят диалект на стандартния японския език, а именно Осака-бен, характеризиращ се с използването на наставката хен вместо най в отрицателните форми на глаголите. Пребиваващите чужденци в града са около 118 000, като корейците са около 91 500, обитаващи предимно корейския квартал Цурухаши.

## Икономика
През Средновековието и предмодерната епоха Осака е център на японската търговия и занаятите. В наши дни (след 1990 г.) повечето от големите компании преместват офисите си от Осака в Токио.
Международното летище Кансай е главното, обслужващо града. Построено е върху правоъгълен, изкуствено построен остров, разположен на брега на залива Осака.
Железопътната компания на Осака е на 8-о място в света по годишно натоварване (с повече от 910 милиона души). Има директни изградени линии, свързващи Осака с останалите големи градове. Дневно повече от 10 милиона души използват железопътните линии в Осака като основен транспорт, което е повече от използващите железопътен транспорт в цяла Америка.
Друга интересна сграда в Осака е „Фестивал Хол“. Построена през 1958 г. за първия международен фестивал в Осака, в днешни дни е дом на Филхармоничния оркестър на Осака. През пролетта на 2008 г. бе затворен за реконструкция и обновяване до 2010 г.
Може би най-интересният дворец в Япония е именно този, разположен в Осака, известен като „Озакажо“. Той е изиграл основна роля при обединението на Япония през 16. век. Разположен е на 60 хил. квадратни метра, разполага с 13 сгради. Дворецът е отворен за посещение и е интересно място, особено през периода на сезонните фестивали.
Аквариумът в Осака е един от най-големите публични аквариуми в света. Разположен е в частта Минато, близо до залива Осака. Освен с интересната си архитектура, той впечатлява и с 16-те аквариума с разнообразни тихоокеански животни в тях, включително и единствената китова акула отглеждана в плен. Най-големият от аквариумите съдържа 5400 кубични метра вода. Аквариумите са изградени от 314 тона акрилно стъкло, което е над 1,5 пъти повече от годишното световно производство.
Небостъргачът Умеда е сред 7-те най-високи сгради в Осака. Изграден е от 2 небостъргача, свързани чрез множество ескалатори. Именно благодарение на тези ескалатори, той получава световния рекорд за най-дълъг ескалатор.
Музеят на виното в Осака е интересно място за посещение. Макар Япония да не е известна с добро вино, в този музей може да се проследи всяка една стъпка от производството на вино.
Осака освен център на високотехнологичните постижения, е център на изкуството и историята. Най-интересните музеи са на ориенталската керамика, на модерното изкуство, на съвременната наука, на изкуството и историческия музей.

## Известни личности
Родени в Осака
- Лео Есаки (р. 1925), физик
- Ясунари Кавабата (1899-1972), писател
- Сакьо Комацу (р. 1931), писател
- Мачико Кьо (р. 1924), актриса
- Фумихико Сори (р. 1964), режисьор
- Кендзо Танге (1913-2005), архитект

Починали в Осака
- Мацуо Башо (1644-1694), поет

## Международни отношения
Осака има взаимоотношения с 11 града от различни страни.
Побратимени градове:
- Мелбърн, Австралия
- Милано, Италия
- Сан Франциско, САЩ
- Санкт Петербург, Русия
- Сао Пауло, Бразилия
- Хамбург, Германия
- Харков, Украйна
- Чикаго, Илинойс, САЩ
- Шанхай, Китай

Партньорство и сътрудничество с:
- Будапеща, Унгария
- Буенос Айрес, Аржентина

Осака има няколко побратимени пристанища и няколко бизнес партньорски градове включително Манила.